# Rosell Meseguer
Rosell Meseguer Mayoral (Orihuela, Alicante, España, 9 de noviembre de 1976)  es una artista multidisciplinar española y docente en la Universidad Complutense de Madrid. 

## Formación
Obtiene un  Máster  en Nuevas Tecnologías: infografía, vídeo y sonido, M.S.L. Madrid en el año 2000 y un doctorado en la Facultad de Bellas Artes por la Universidad Complutense de Madrid en el año 2014 obteniendo el Premio Extraordinario de Doctorado por la misma universidad, en esta facultad  ejerce  como profesora  de máster y grado en las especialidades de Artes de la imagen que comprenden las asiganturas de fotografía, vídeo e infografía. Además cursó  Estudios de Archivística y Antropología en la Universidad Complutense de Madrid, en la Facultad de Historia.
Ha sido Artista invitada en diferentes universidades latinoamericas, como en Quito, en San Juan de Puerto Rico, en Medellín y Bogotá, Chile.
Ha sido una de las Becarias en la Academia de España en Roma en el año 2003. Su carrera profesional  tras largos períodos de formación realizando estancias de investigadora  en diferentes instituciones como en el  Centre Georges Pompidou de París.

## Desarrollo profesional
Rosell en su obra, maneja conceptos generales y comunes a toda creación artística, subrayando la fragilidad, multiplicidad y su mensaje. Rosell siempre refuerza sus trabajos con un apoyo de material documental, mediante  un archivo de textos e imágenes que da soporte conceptual a sus  proyectos, de modo que la autora,  construye un discurso alegórico, según explica la autora en la presentación de su exposición Lo invisible, celebrada en Madrid en La Tabacalera el año 2016.

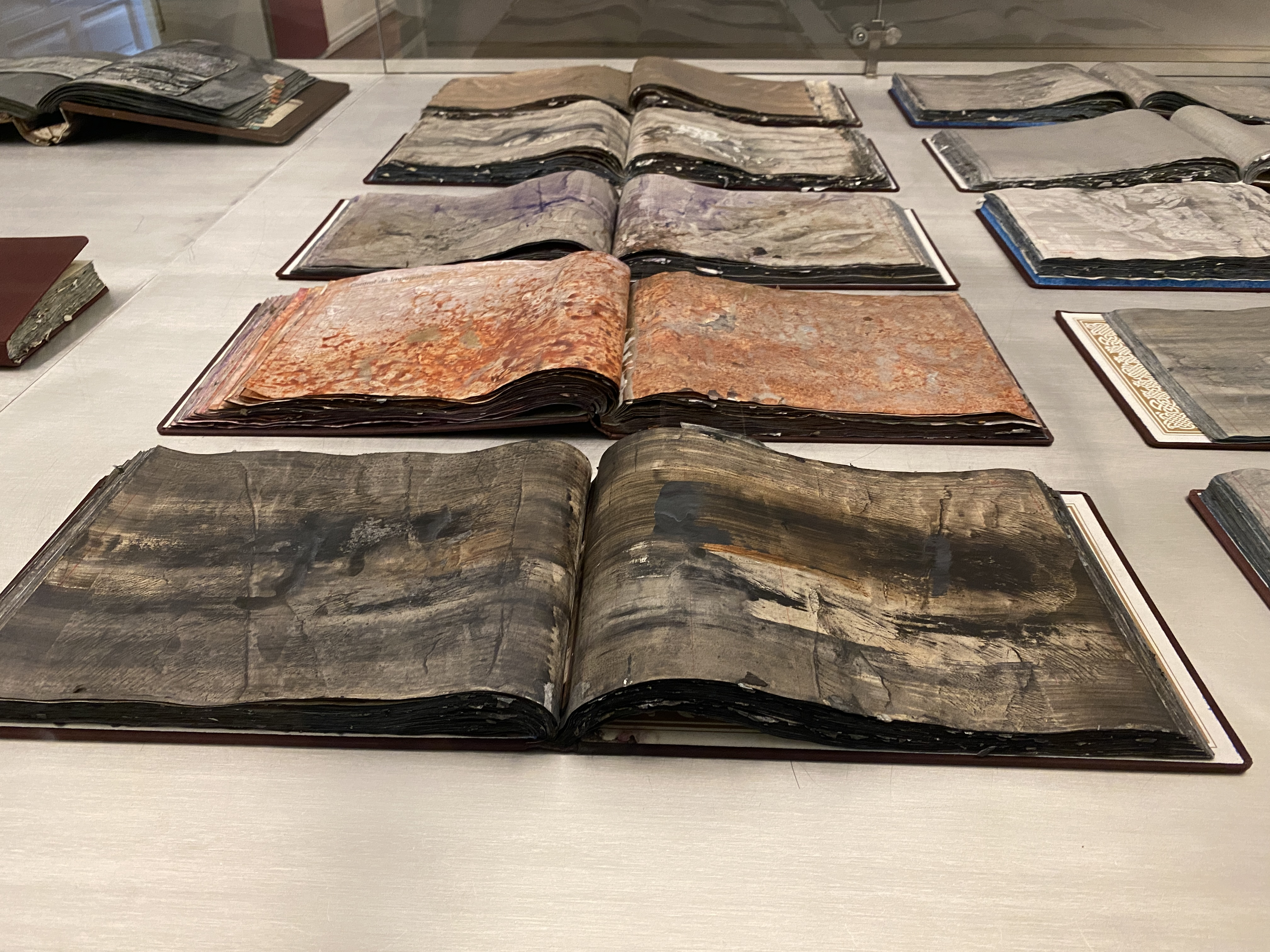
Exposición libros de artista en el Museo Lázaro Galdiano el año 2023

Desde el 2005 viene desarrollando su actividad profesional entre Europa y América Latina a través de colaboraciones con museos, galerías y universidades. Ha sido becada por la Academia de España en Roma, la Beca Botín o la Fundació Miró Mallorca. Ha sido invitada y ha recibido encargos por parte de instituciones como el Ministerio de Cultura y Deportes, España; AC/E, Acción Cultural España; Agencia Española de Cooperación Internacional para el Desarrollo (AECID); Manifesta, International Foundation Manifesta (IFM), Holanda (2010-2011), Plat(t)Form, Winterthur, Zúrich; Ministerio de las Culturas, las Artes y el Patrimonio, Chile; o el ArtCenter/South Florida, Miami.

## Exposiciones

### Individuales

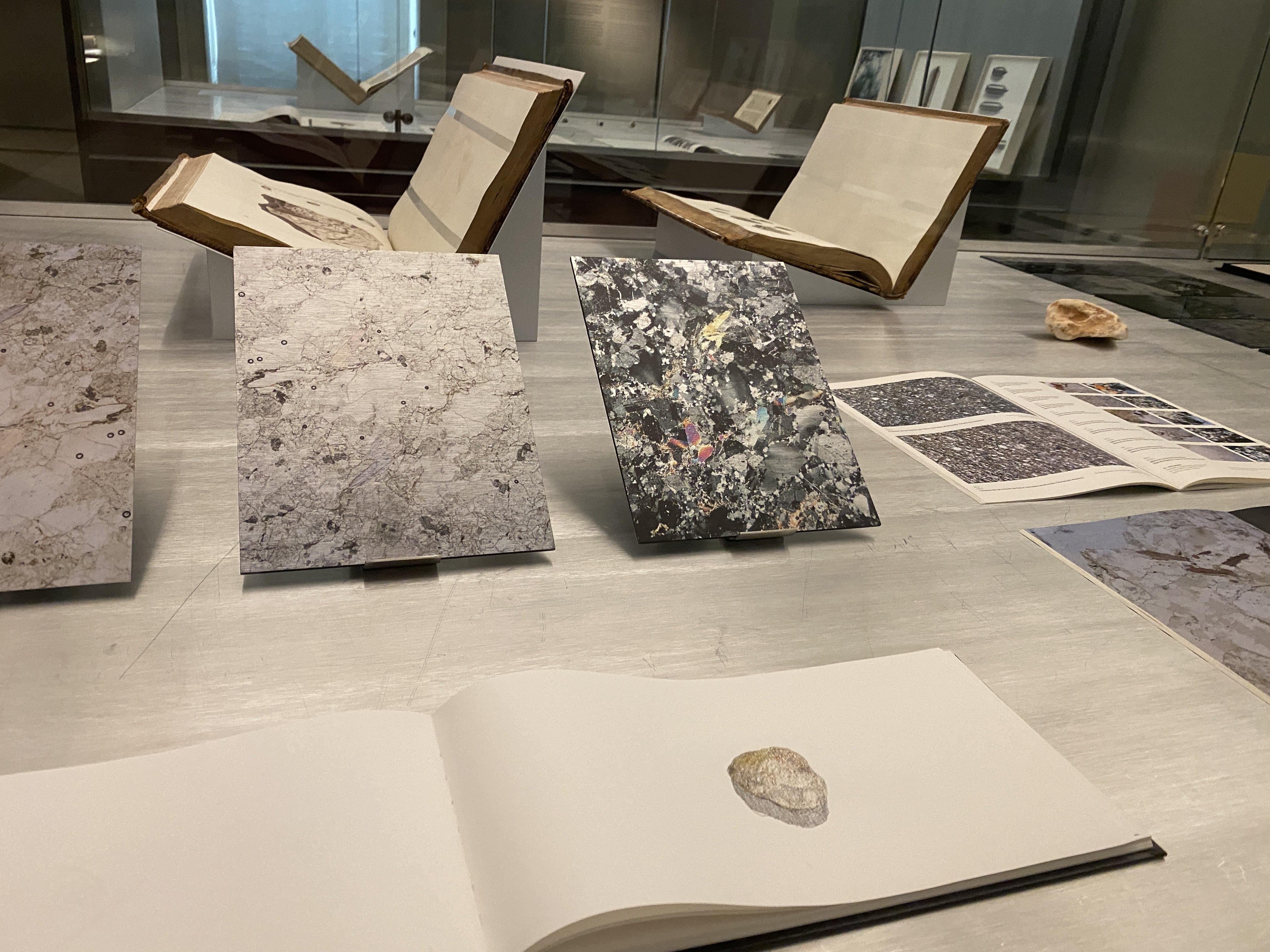
Exposición en el Museo Lázaro Galdiano de Madrid 2023

En el año 2023 realiza una exposición individual titulada Re Metálica.Sobre los metales I, en ella muestra sus libros de artista en el Museo Lázaro Galdiano, en diálogo con los tesoros bibliográficos de la Biblioteca de este museo.
La exposición Lo invisible en las salas La Fragua de Tabacalera de Promoción del Arte del Ministerio de Cultura Español en el año 2016. 014 LOOP Fair, galería Senda, Barcelona Radio Miami, Art Center South Florida, Miami Mc City, Centro de Arte Alcobendas, Madrid Mc City, galería Juan Silió, Santander 2013 SUMMA ART FAIR, Solo projects, comisariado por Alexia Tala, MataderoMadrid Galería de Arte Francisco Oller, San Juan de Puerto Rico 2012 Espai 2NOU2, galería Senda, Barcelona Symphonie, La Naval, Cartagena 2011 Ovni Archive, ArteSantander 2011 10-11 Ovni Archive, Intermediae Matadero, Procesos de Archivo, Madrid MANIFESTA 8, MOCHA Island, The MOCHA Sessions, Espacio Av Murcia 2010 L´Arxiù. Batería de Cenizas... Festival de fotografía Nice to meet you, Emergent LLeida Ovni Archive, PHEspaña Festival Off, Galería Magda Bellotti, Madrid 2009 Demande de Consultation, Galería Magda Belloti Roma versus Carthagonova. ARQUA. Museo Nacional Arqueología Subacuática, Cartagena 2008 Tránsitos. Del Mediterráneo al Pacífico, Espacio AV, Murcia Demande de Consultation, Festival La Mar de Músicas Francia, Cartagena Tránsitos. Del Mediterráneo al Pacífico, Jardín Botánico, U.C.M., Madrid 2007 Una película de piel XIII, Galería Marisa Marimón, Orense Batería de Cenizas. Metodología de la defensa II, Centro Cultural de Arte Contemporáneo Matucana 100 y Centro Cultural de España, Santiago de Chile 2006 Roma versus Carthagonova. Imágenes propias y apropiadas de la costa mediterránea, Palacio Los Serrano, Ávila Batería de Cenizas. Metodología de la defensa, Galería Change & Partner, Roma 2005 Batería de Cenizas. Metodología de la defensa, Sala de la Muralla Bizantina, Cartagena 2004 Batería de Cenizas. Centro de Arte Joven de la Comunidad de Madrid, Avenida de América 2003 Batería de Cenizas. Metodología de la defensa II, Fundación Antonio Pérez, Cuenca.

### Colectivas (selección)
2014 Paisaje: contemplación, memoria y activismo, CAAC , Sevilla Reproductibilitat 1.2 Fundación Aena + Es Baluard, Mallorca. MATUCANA 100, Santiago de Chile En el recuerdo, PHE- PhotoEspaña, Jardín Botánico, Madrid Trazas, Centre del Carme, Valencia Politics of friendship by Simao & Meseguer, Museo Nacional Centro de Arte Reina Sofía, Madrid Libros que son fotos, fotos que son libros, M.N.C.A.R.S., Madrid Premio Internacional de Fotografía Pilar Citoler, Córdoba,  EAC Encuentros de Arte Contemporáneo, MUA, Museo de la Universidad de Alicante XI Bienal Artes Mediales, Museo de Bellas Artes, Santiago de Chile Returning to Berlin: a symposium, publication & photography exhibition, Motto, Berlin  Plat(t)form Photomuseum Winterthur, Zurich 2012  Colección DKV, Madrid ARTBo Feria Internacional de Arte Contemporáneo de Bogotá, galería Magda Bellotti Colección AENA de Fotografía. Jardín Botánico, Madrid Welcome to my loft. Centro Torrente Ballester, Ferrol. 2011 Past Desire/Vergangenes Begehren. Galerie im Taxispalais, Innsbruck, Austria Disco Duro, Fundación Antonio Saura, Cuenca ARTBo Feria Internacional de Arte Contemporáneo de Bogotá, galería Magda Bellotti Paralelo 40/41, Real Academia de España, Roma, Italia 2010 Legal Art Artists Residence, Open Day Studios. Actividades OFF, Art Basel Miami, Florida Paisatges Interiors. Festival de fotografía Nice to meet you, Emergent LLeida II Congreso Iberoamericano Teoría del Hábitat, Museo Arquitectura Leopoldo Rother, Bogotá MadridFoto, Galería Magda Belloti, Madrid Fundación Museo del Grabado Español Contemporáneo, Marbella, Málaga Alliance Française, Madrid 2009 El Arte del Mar/L´Art de la Mer. Fundació Forum, Tarragona Ingráfica. Festival Internacional de Grabado Contemporáneo. En Movimiento, Cuenca Percepciones globales. Sala U, Universidad Nacional de Colombia, Medellín 08-10 Nuevas Historias. A New Perspective of Spanish Photography and Video Art, The Stenersen Museum, Oslo; Kulturhuset, Estocolmo; Kuntsi Museum Of Modern Art, Vaasa, Finlandia; National Museum of Photography. Den Sorte Diamant, Royal Library, Copenhague 06-09.  Centro Borges, Buenos Aires 2008 X Mostra Internacional Unión Fenosa, M.A.CU.F., La Coruña 2007 Mediterráneos, La Panera, Lérida Variaciones Cartográficas, Centro Cultural Montehermoso, Vitoria. 2005 Generaciones Caja Madrid, La Casa Encendida, Madrid Bienal de Jóvenes artistas del Mediterráneo, Nápoles y Valencia 2004 Psicobúnkers, Arts Santa Mònica, Barcelona 3 Between Utopia and Reality, The Photographers´Gallery, Londres PHE Descubrimientos, PhotoEspaña, Madrid Premios y Becas de arte Generaciones Obra Social CajaMadrid, Palau de la Virreina, Barcelona.

## Becas y Premios
2013 Premio Internacional de fotografía Pilar Citoler; finalista EAC XIII Encuentros de arte contemporáneo; selección SUMMA Art Fair, Premio de Fotografía de la Comunidad de Madrid; premio-adquisición Plat(t)form, Fotomuseum, Winthertur, Zurich, Suiza; selección 2012 El asedio del paisaje-Residencia artística Norte Grande, Chile. Ayudas para la promoción del arte contemporáneo español, Ministerio de Cultura; beca X Bienal de Albacete, selección 2010 Premio Artes Plásticas Gobierno de Cantabria, adquisición V Premio Internacional de Arte Gráfico Jesús, selección OVNI Archive. Ayudas a la producción artística, Matadero Madrid Intermediae, beca XVII Premios Nacionales de Grabado, Marbella, selección Premio Destacada en Arte, Ayuntamiento de Orihuela 2009 Premio de Artes Plásticas, Universidad de Castilla-La Mancha, Ciudad Real, (1) premio 2007 Premio de fotografía, Fundación Aena, Madrid, (1) premio Beca Intermediae-Matadero, Ayuntamiento de Madrid, Madrid 2006 Premios Ángel de fotografía, BAF, Córdoba, finalista Albiac, Bienal de Arte Contemporáneo, Almería, adquisición 2005 Beca Casa Velázquez, Madrid Generaciones Obra Social Caja Madrid, mención de honor, adquisición Beca Madrid Procesos, RMSM-AVAM, Comunidad de Madrid 2004 Artes Plásticas Certamen Jóvenes Creadores, Ayuntamiento de Madrid, (1) premio 2003 Beca Generaciones Obra Social Caja Madrid 00-04 Beca FPI, Formación de Personal Investigador, Comunidad de Madrid.

## Obras en colecciones
Fundación AENA 
Centro de Arte Dos de Mayo CA2M , Madrid
Caja Madrid Obra Social 
Real Academia de España, Roma
Museo Patio Herreriano, Valladolid
Ayuntamiento de Cartagena
Caja Ávila; Ávila
Fundación Antonio Pérez, Cuenca
Gobierno de Cantabria
HOLCIM-Albiac- Bienal de Almería
Talens, S.A., España
Universidad de Castilla-La Mancha, Ciudad Real
Biblioteca Nacional de España, Madrid
ST Libro Objeto: M.N.C.A.R.S Museo Nacional Centro de Arte Reina Sofía
Biblioteca Nacional de España
Colección  DKV Seguros)